# Le Courrier de Monaco
Le Courrier de Monaco était un journal bi-hebdomadaire monégasque fondé par François Morenas et paru entre 1769 et 1775. Indexé Courrier d'Avignon 2 à sa première parution, il devient Le Courrier de Monaco en janvier 1771. Le journal se soucie largement des nouvelles politiques européennes avec un intérêt particulier pour les villes italiennes.
Il disparaît en 1775 à la suite de la restitution de Monaco au pape et fut remplacé par Le Courrier d'Avignon qui reprit la publication,.